# Демография на Белград
Последното преброяване в Сърбия от 2007 година сочи, че населението на столицата Белград възлиза на 1 130 000 жители, което го прави 4-тия по големина град на Балканския полуостров след Истанбул, Атина и София.

## Античност
Първите сведения за келтския Сингидунум (279 г. пр.н.е.) го определят като градче, чиито жители са от няколкостотин до хиляда на брой. Основният поминък на населението му е риболовът в река Дунав.
В началото на новата ера градът става римско владение, а през 86 година е прогласен за римска колония, вследствие от което значението му на граничен и пристанищен град постепенно нараства.
В средата на 2 век градът има около 10 000 жители, от които 6000 са легионери. Войните на Рим с даките водят до допълнително нарастване значението на античния град. По това време римският град разполага с театри, акведукти, храмове, като артефактите говорят, че мястото е едно от първите средища на ранното християнство.
Продължителните смутове и разорения в Римската империя през периода 4 - 6 век не подминават Балканите, като предимно засягат балканските римски провинции. Едва Юстиниан I успява да стабилизира за кратко положението на града след продължителен период на войни и смутове в империята. По византийско време старият келтски град никога не успява да възстанови предходната си градска слава.

## Средновековие
Средновековният Белград е основан от Борис I. Тук са посрещнати учениците на Кирил и Методий от Великоморавия. Белград, заедно със Срем, е едно от последните огнища на съпротива срещу византийската власт.
След завоюването на Първото българско царство е византийско владение, атакувано често от маджарите. Тук избухва бунтът, тук е обявено възстановяването на българската държава при въстанието на Петър Делян. Още в началото на Втората българска държава Белград е включен в пределите на България.
За кратко е унгарско владение. В следващите 13 и 14 век Белград е обект на българо-унгарско съперничество, като за малко време е във владение на Стефан Драгутин, но в качеството му на унгарски васал. През 14 век владението на града от Рашка и Душановото царство е в рамките на титулатурата на владетелите им като крале или царе на българите.
През 15 век Белград е във владение на Стефан Лазаревич и Георги Бранкович, а след края на Смедеревското деспотство от 1459 г. е отново в унгарски патримониум до завоюването му от османците през 1521 година. Към 1430 г. Белград има близо 25 000-но население и е четвъртият по големина и значимост град-крепост на Балканския полуостров след Константинопол, Търново и София.
Християнският Белград успявя да устои на османската обсада през 1456 г., благодарение на помощта на Ян Хунияди. След османското завоюване на града значението и големината му започват постепенно да намаляват. Попадайки в граничната зона до военната граница, Белград се обезлюдява и губи предишното си значение и блясък. В годините 1718 - 1739 е под австрийска власт.

## Ново време
По време на първото въстание в Белградския пашалък градът има едва 7 000 души и е седалище на революционното правителство на Карагеорги Петрович. Това се обуславя от обстоятелството, че в случай на неблагоприятен развой на въстаническите действия предводителите могат сравнително лесно и безпрепятствено да преминат на отсрещния австрийски бряг на Дунава.
Милош Обренович успява да издейства и да се сдобие със султански ферман за наследствени княжески права върху територията на Белградския пашалък, като на 30 ноември 1830 година е публично прогласен султанският хатишериф, даващ автономия на Белградския пашалък под името Княжество Сърбия. От 7 май 1841 Белград е столица на княжеството.
През 1848 населението на града възлиза на около 9 000 жители, а през 1878 е вече близо 18 000. В този период Белград е един от граничните центрове на българското националосвободително движение. Тук са организирани двете български легии. Към 1900 година населението достига 50 000 жители, като едва преди Сараевския атентат демографски Белград успява да надмине своя средновековен връх, достигайки 100 000 жители, което вече го прави пети по големина на Балканите след Истанбул, Атина, София и Солун, току-що надминал Одрин и Битоля.
По време на Първата световна война населението на града спада до 20 000 души, но скоро след това с бързи темпове се увеличава, достигайки 180 000 души след обединяването му със Земун в 1929 година. През 1930-те години достига 250 000 души, а в навечерието на Втората световна война е около 280 000. Между 1950 и 1972 г. населението на града нараства от 350 000 души на над 800 000; през 1985 е вече 1 000 000, през 1991 г. достига 1 050 000 души.
След войните, свързани с разпадането на Югославия, поради потока бежанци от бившите югославски републики населението на Белград по неофициални данни достига 1 100 000 души.

## Статистика
- 170 година → 8000 жители
- 1284 година → 15 000 жители
- 1426 година → 25 000 жители
- 1683 година → 15 000 жители
- 1738 година → 20 000 жители
- 1878 година → 18 000 жители
- 1914 година → 100 000 жители
- 1941 година → 250 000 жители
- 1965 година → 740 000 жители
- 1981 година → 950 000 жители
- 2002 година → 1 076 124 жители

## Етноси
По време на римското владичество населението на града е смесено.
През Средновековието до османското завоюване през 1521 г. Белград има значително българско население. През 1521-1522 г. българите от града и околността, считани за неблагонадеждно гяурско население, са изселени в Източна Тракия, тъй като се занимават и се препитават основно с градинарство и производство на зеленчуци. През османския период в Белград има постоянен турски гарнизон и присъствие. Градът придобива сръбски облик през 19 век. 
През османско време населението на града се състои от турци, гърци, дубровчани, евреи, сърби, унгарци, бошняци, немци, арумъни и други народности, вкл. и българи.
В исторически план демографската структура на населението на Белград е почти винаги мултиетническа, което се определя от обстоятелството, че градът е търговски център и средище между Европа и Ориента по време на Османската империя. През Средновековието до средата на 19 век в Белград често могат да се видят камили (както и в Добруджа). Унгарският крал Бела III подарява на Фридрих I Барбароса за Третия кръстоносен поход 3 камили през юни 1189 година, а в Ниш в края на юли същата година той получава от Стефан Неманя и мечка от планините в сръбските земи .